# Salomon de La Broue

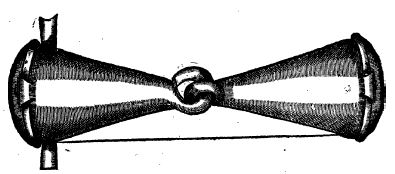
Le mors le plus simple préconisé par Salomon de La Broue et son maître Gianbatista Pignatelli. Des Préceptes du Cavalerice françois (ed.1610).

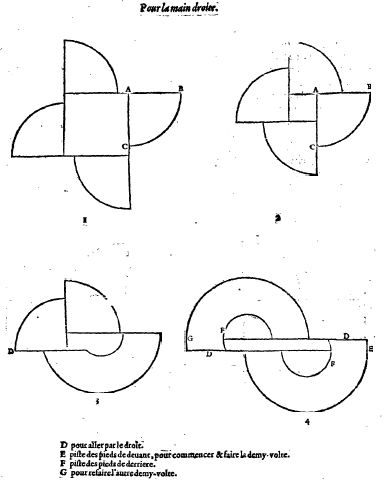
La volte carrée réduite en pirouette. Des Préceptes du Cavalerice françois, Salomon de La Broue (ed.1610)

Salomon de La Broüe, né en Gascogne en 1552 et mort vers 1610, est un écuyer français XVIe siècle.

## Biographie
On ignore ses dates de naissance et de mort, certains auteurs indiquent qu'il serait né vers 1530 ; mais, dans sa dédicace au duc d'Épernon du Premier Livre de son Cavalerice, on apprend qu'en 1593 il est « privé de santé, vieux et presque inutile » au service de ce seigneur.
Il est formé à Naples pendant cinq ans par Gianbatista Pignatelli dont il fait sien le principe de douceur dans le dressage des chevaux. Il apporta la preuve de la valeur de son art équestre en réussissant à dresser parfaitement un âne.
Il est page dans la maison de Monseigneur le Conte d'Aubijoux qu'il suit aux armées, à la cour et à la chasse ; il guerroie ensuite « pour n'estre inutile ny oisif en nos guerres civiles » et enfin il voyage à l'étranger, notamment en Italie où il devient l'élève du fameux écuyer Gianbatista Pignatelli, qui fut aussi le maître d'Antoine de Pluvinel.
Il dit de son maître Pignatelli qu'il « rendoit les chevaux si obeyssans et manians si justement et de si beaux airs qu’on les a veus à son escole sans toutefois se servir communement d’autres mords que d’un canon ordinaire avec le caveçon commun. »
Il devient écuyer du duc d'Épernon et puis, sous Henri III, écuyer ordinaire de la Grande Ecurie du Roi. 
Il se décide, sur la fin de sa vie à écrire un traité d'équitation, « Des Préceptes du Cavalerice françois », publié chez Jérôme Haultin, célèbre éditeur de la cité protestante de La Rochelle, en 1593, fruit de sa longue expérience et de ses observations, et qui fournit notamment des informations essentielles sur la manière dont Pignatelli envisageait l'équitation.

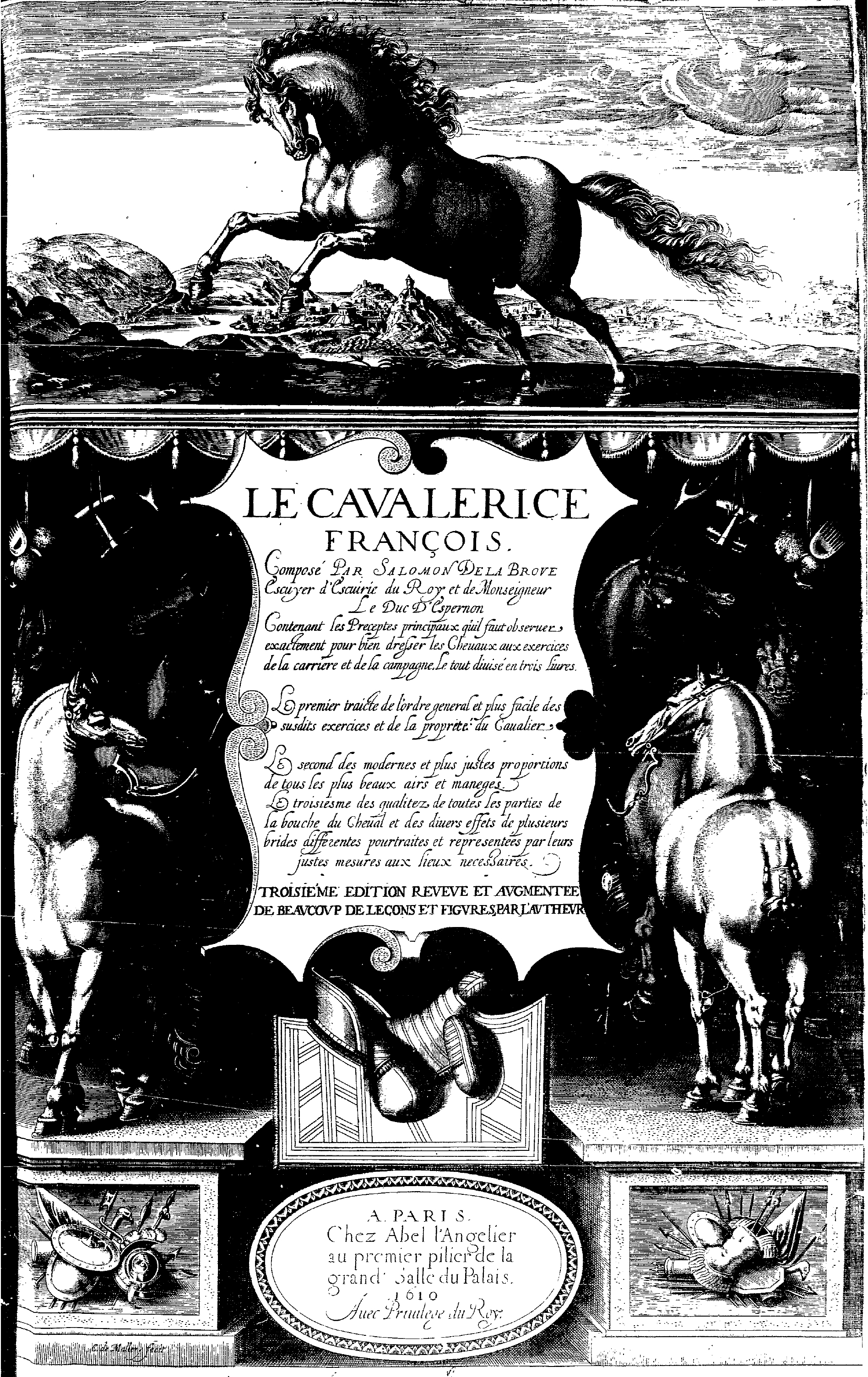
Frontispice du Cavalerice françois, Salomon de La Broue (ed.1610)

Le livre de La Broue est le premier traité d'équitation écrit par un écuyer français, mais non en français, car les traductions de Federico Grisone et de Cesare Fiaschi sont antérieures à la publication de son ouvrage qui lui vaut, déjà de son vivant, une certaine célébrité.
Introduisant le terme italien de cavalerice pour le différencier de l’écuyer, homme de guerre, il dépasse le modèle de ses prédécesseurs presque exclusivement destiné au dressage du cheval de guerre. Il inaugure en France l'équitation académique et rejette l'emploi de la force et la contrainte. Ainsi, il condamna l'utilisation d'éperons grands et piquants pour l'éducation des jeunes chevaux.Par son esprit observateur et un certain sens pédagogique, La Broue montre une bonne connaissance aussi bien des hommes que des chevaux.

## Apports
Salomon de la Broue donne dans son traité le procédé pour parvenir au rassembler. Le préalable est d'avoir un cheval suffisamment assoupli et qui puisse tourner facilement aux deux mains. Les chevaux doivent ensuite s'arrêter à partir des trois allures, puis reculer sans contrainte. La qualité du contact est déjà primordiale, le reculer doit être proportionné selon l'appui de la bouche et l'obéissance que rend le cheval. Il décrit l'emploi de la main dans la demande de ramener selon l'attitude que le cavalier veut faire prendre au cheval. L'objectif est de le rendre léger. Ce traité marque une évolution par rapport aux conceptions italiennes, la progression est mesurée, les recommandations de patience et de douceur abondent, les châtiments violents ne sont utilisés qu'en dernière extrémité.  

## Citations
- « Une chose doit être estimée, qu'autant qu'elle est faite avec facilité. »
- « La principale curiosité que doit avoir le cavalérice désireux de réduire par son art et sa diligence, le cheval en la perfection de ses plus beaux exercices, est de le rendre premièrement paisible et bon à la main : car de là faut que naisse la franchise et facilité de tous les beaux airs et manèges. »

## Préceptes
- Faire faire facilement des choses faciles au cheval
- Le cheval bon et paisible à la main pour faire naître la franchise
- Ne jamais continuer un mouvement mal commencé